# トゥアス・リンク駅
トゥアス・リンク駅（トゥアス・リンクえき、英文表記: Tuas Link MRT Station）は、シンガポールトゥアス地区にある、MRT東西線の高架駅。マレーシア・シンガポール・セカンドリンクの最寄り駅。

## 駅構造
島式1面2線のホームを持つ駅。
| 3階        | コンコース                                                                       | 改札口、自動券売機、駅制御室、セブン-イレブン |  |
| 2階        |                                                                                  |                                               |  |
|            | ■東西線 パシール・リス・チャンギ・エアポート方面（トゥアス・ウエスト・ロード駅） |                                               |  |
| 島式ホーム |                                                                                  |                                               |  |
|            | ■東西線 パシール・リス・チャンギ・エアポート方面（トゥアス・ウエスト・ロード駅） |                                               |  |
| 1階        |                                                                                  | 出入口                                        |  |

## 歴史
- 2011年1月11日、交通部長の林双吉（Raymond Lim）は、東西線トゥアス・ウエスト延伸線について公表[1][2]。
- 2012年5月4日、交通部長の呂徳耀(Lui Tuck Yew)の主催で、東西線トゥアス・ウエスト延伸線の着工式が開催される[3][4] 。
- 2016年10月26日 、新しい信号システムの運用を開始する2017年6月18日に、トゥアス・ウエスト延伸線が開業すると発表。
- 2017年6月18日、トゥアス・ウエスト延伸線とともに、当駅が開業[5][6]。